# ماتسوموتو هاکوئو اول
ماتسوموتو هاکوئو اول (به ژاپنی: 初代 松本 白鸚 Shodai Matsumoto Hakuō)؛(۷ ژوئیهٔ ۱۹۱۰ – ۱۱ ژانویهٔ ۱۹۸۲) یک هنرپیشه اهل ژاپن بود. وی بین سال‌های ۱۹۲۶ تا ۱۹۸۱ میلادی فعالیت می‌کرد.